# Can't Get Enough
"Can't Get Enough" är en upptempo-låt framförd av den kanadensiska R&B-sångerskan Tamia, komponerad av Rodney Jerkins och hans Darkchild team till sångerskans fjärde studioalbum Between Friends (2006).
I låten sjunger sångerskan om hur hon inte kan få nog av sin partner. Spåret tillägnades Tamias make, basketspelaren Grant Hill. "Can't Get Enough" valdes ut som skivans ledande singel och erbjöds till radiostationer år 2006. Den 11 november 2006 låg singeln på en 64:e plats på USA:s R&B-lista Hot R&B/Hip-Hop Songs. Följande månader klättrade låten till en 46:e plats på listan innan den föll ner till en 63:e placering. Den 20 januari 2007 började dock singeln klättra igen och tog sig till en 26:e plats i april månad, vilket blev låtens topposition på listan. Sammanlagt låg "Can't Get Enough" 31 veckor på R&B/Hip-Hop Songs.
Medias reaktion på låten var i stort positiv. Ebony Magazine beskrev låten som "sensuell" och "trallvänlig".

## Format och innehållsförteckningar
- Amerikansk digital nedladdning

1. "Can't Get Enough" (Album Version) - 3:48
2. "Can't Get Enough" (Radio Edit) - 3:15

## Listor
| Lista (2007)                                | Topp-position |
| ------------------------------------------- | ------------- |
| Amerikanska Billboard Hot R&B/Hip-Hop Songs | 26            |
| Amerikanska Billboard Hot Adult R&B Airplay | 7             |